# Puntius gelius
Puntius gelius és una espècie de peix cipriniforme de la família dels ciprínids.

## Morfologia
Els mascles poden assolir els 5,1 cm de longitud total.

## Distribució geogràfica
Es troba a l'Índia, al Pakistan i Bangladesh.